# بهرام الداعي
بَهرام الدَّاعِي أو بَهرام الأسترآبادي (1050 - 1128)، كان داعيًا إسماعيلياً نزارياً فارسياً عاش في القرن الثاني عشر وكان الداعي الرئيسي وزعيم الحشاشين في سوريا منذ سنة 1113 حتى 1128. على الرغم من أن محاولته لإنشاء قاعدة نزارية في دمشق باءت بالفشل، إلا أنه كان له دور مهم في تنظيم الوجود النزاري في شمال وجنوب سوريا.

## حياته المهنية
كان بهرام ابن أخت زعيم إسماعيلي نزاري يُدعى «أبو إبراهيم الأسدآبادي» الذي أُعدم في بغداد وسط المذابح التي أمر بها السلطان السلجوقي بركياروق عام 1101.   كان أبو إبراهيم أحد المبعوثين لبركياروق.
وبعد إعدام سلفه أبو طاهر الصائغ واقتلاع النزاريين من حلب، أُرسل بهرام من قلعة ألموت في محاولة لتوسيع القاعدة النزارية في سوريا.
يذكر ابن القلانسي إن بهرام بدأ حياته المهنية كداعي في جميع أنحاء سوريا، وكان يعيش في سرّية.
بدأت القوة النزارية في حلب في التراجع عندما استولى الأمير الأرتقي بلك بن بهرام على المدينة عام 1123، والذي طرد الطائفة من المدينة سنة 1124.
ذهب بهرام إلى جنوب سوريا كما أوصاه أمير ماردين الأرتقي إيلغازي الذي كان مؤيدًا له. حاول بهرام إنشاء قاعدة في دمشق التي كانت آنذاك تحت حكم الحاكم البوري طغتكين. في هذا الوقت من عام 1125، كانت دمشق تحت تهديد الصليبيين الفرنجة بقيادة بالدوين الثاني، وانضم الإسماعيليون من حمص وأماكن أخرى إلى قوات طغتكين في معركة مرج الصفر ضد الفرنجة عام 1126، مما جعل طغتكين يرحب ببهرام. كان الوزير الأول لطغتكين «أبو علي طاهر بن سعد المزدقاني» منحازاً للنزاريين، وقام بإقناع طغتكين بإعطاء دار للدعوة في دمشق ومعقل بانياس الحدودي إلى بهرام، الذي أعاد تحصين المعقل وجعله قاعدته وتم تنفيذ غارات واسعة النطاق من هناك بالإضافة إلى الاستيلاء على المزيد من الأماكن. وبحلول عام 1128، أصبحت أنشطتهم هائلة لدرجة أنه "لم يجرؤ أحد على قول كلمة واحدة عنها علنًا" كما وصفها ابن القلانسي. وهكذا أصبح طغتكين قلقاً بشأن علاقاته مع بهرام. يرى ابن القلانسي إن المزدقاني هو المسؤول، بينما يرى ابن الأثير أن طغتكين هو المسؤول عن الوضع. 

### وفاته
قُتل بهرام في معركة في وادي التيم على المنحدرات الغربية لجبل الشيخ أثناء قتال قبائل محلية عام 1128.  بدأ الوجود الإسماعيلي في دمشق في التراجع بعد وفاته، وخلفه داعي فارسي آخر يدعى إسماعيل العجمي.